# 石川ひろあき
石川 ひろあき（いしかわ ひろあき、1961年8月26日 – ）は、日本の男性声優、ナレーター。東京都出身。ぷろだくしょんバオバブ所属。

## 人物
以前は大沢事務所に所属していた。
声優としてはテレビアニメ、外画吹き替え、ナレーションを中心に活躍。
趣味はイベントまわり、写真。

## 出演

### テレビアニメ
1985年
- おねがい!サミアどん

1994年
- 機動武闘伝Gガンダム（取調官）
- マクロス7（MP）

1997年
- 勇者王ガオガイガー（1997年 - 1998年、牛山一男、牛山末男）

1998年
- serial experiments lain（アパートの男）
- トライガン（カンタ、男A、C、作業員C、手下B、船員D、市民A、住民）
- VISITOR
- 魔術士オーフェン（親父達）
- MASTERキートン（村人）

1999年
- 宇宙海賊ミトの大冒険（駅員）
- KAIKANフレーズ（後見人、エンジニア）
- GREGORY HORROR SHOW（1999年 - 2000年、パブリックフォン、キンコ） - 2シリーズ
- ∀ガンダム（パイロット）
- 逮捕しちゃうぞシリーズ（1999年 - 2001年、体育教師、末永、梅屋敷助教授 他） - 2シリーズ
- ベターマン（牛山一男、牛山次男）

2000年
- 人造人間キカイダー THE ANIMATION（トラック運転手）
- ブギーポップは笑わない Boogiepop Phantom（現場監督）

2001年
- 激闘!クラッシュギアTURBO（アレックス・ボーグ、司会）
- SAMURAI GIRL リアルバウトハイスクール（不動秋嵩、モヒカンB、四神官A）
- サラリーマン金太郎（石川吾郎 他）
- ジーンシャフト（元老院・ディクスン）
- パチスロ貴族 銀（）
- HELLSING（吸血鬼）
- RAVE（プーシャ）

2002年
- Witch Hunter ROBIN（本間弘）
- キディ・グレイド（隊長）
- ギャラクシーエンジェルZ（マスター）
- 最終兵器彼女（客B）
- デジモンフロンティア（ウッドモン、マッシュモン）
- NARUTO -ナルト-（2002年 - 2005年、波の国の町民、吟味役）
- ヒートガイジェイ（ペトロフ）
- ロックマンエグゼ シリーズ（2002年 - 2005年、ストーンマン、ゾアノストーンマン）　- 3シリーズ

2003年
- R.O.D -THE TV-（隊長）
- クラッシュギアNitro（XL、医師）
- THE ビッグオー second season（店主、部下）
- 出撃!マシンロボレスキュー（カルロス、ガラゴロ、隊長、船長、谷村船長）
- 魔探偵ロキ RAGNAROK（ドラキュラ）
- LAST EXILE（見張り役、整備長、鉄塔爺さんC、見張りA）

2004年
- ケロロ軍曹（冬将軍、火消し星人）
- サムライチャンプルー（村人）
- のってけエクスプレッツ（パト）
- 爆裂天使（RAPT隊長、科学者B）

2005年
- 陰陽大戦記（青錫のジュウゾウ）
- GIRLSブラボー second season（初老の男）
- SHUFFLE!（SSS隊員）
- 勇者王ガオガイガーFINAL GLORIOUS GATHRING（牛山一男、牛山次男、牛山三男、牛山末男）

2006年
- いぬかみっ!（男）
- うたわれるもの（テオロ）

2007年
- 獣装機攻ダンクーガノヴァ（ゾルブレイン社社長）
- しゅごキャラ!（ヒゲ次郎）
- D.Gray-man（アクマA）
- ロケットガール（室長代理）

2008年
- ゴルゴ13（サムート）
- スキップ・ビート!（船田社長）
- バトルスピリッツ 少年突破バシン（シェフ）

2009年
- グイン・サーガ（グル・シン）
- 真マジンガー 衝撃!Z編 on television（のっそり、数珠刑事）
- 名探偵コナン（2009年 - 2024年、室橋悦人、串崎健三、堤直弘、徳吉耕三 他）

2010年
- SDガンダム三国伝 Brave Battle Warriors（華雄ザンネック、張宝ボリノークサマーン / 黄天ジ・オ、烏丸兵隊長）
- 屍鬼（清水武雄、佐藤笈太郎、田所光男）
- バトルスピリッツ 少年激覇ダン（C国代表）

2011年
- 機動戦士ガンダムAGE（ボヤージ部下）
- バトルスピリッツ ブレイヴ（セレウコス）

2012年
- バトルスピリッツ 覇王（首領）

2013年
- 最強銀河 究極ゼロ 〜バトルスピリッツ〜（疾風のゲダム）

2016年
- ドラえもん（テレビ朝日版第2期）（2016年 - 2017年、黒服、おじさん、おとうさん、ペス）
- 忍たま乱太郎（2016年 - 2022年、スッポンタケ城の代官、ドクササコ忍者、トフンタケの侍、忍者）

2021年
- ONE PIECE（トム〈2代目〉）

### 劇場アニメ
- かっ飛ばせ!ドリーマーズ（1994年、マーク）
- 平成狸合戦ぽんぽこ（1994年、親衛隊）
- MEMORIES「大砲の街」（1995年、駅アナウンス）
- 逮捕しちゃうぞ the MOVIE（1999年）
- 機動戦士ガンダム 特別版（2000年、マグ）
- 機動戦士ガンダムII 哀・戦士編 特別版（2000年、マグ）
- いばらの王 -King of Thorn-（2010年）
- 名探偵コナン 隻眼の残像（2025年、須賀）

### OVA
- 超時空世紀オーガス02（1993年、パイロット、使者、大尉、特高2、パイロットB、将軍）
- 臀撃おしおき娘ゴータマンR 愛と悲しみのファイナルバトル（1994年、内山田）
- なつきクライシス（1994年、石川）
- ファイナルファンタジー（1994年、シド）
- ヴァンパイアハンター The Animated Series（1997年）
- 青の6号（1998年、獣人）
- 銀河英雄伝説外伝 螺旋迷宮（1999年、グローブナー）
- 太陽の船 ソルビアンカ（1999年、オークショニア）
- AMON デビルマン黙示録（2000年）
- 勇者王ガオガイガーFINAL（2000年、牛山一男[11]）
- ゲートキーパーズ21（2002年、男B）
- 戦闘妖精雪風（2002年、海図室オペレーター）
- アカネマニアックス（2004年、ボス）
- 装甲騎兵ボトムズ 孤影再び（2011年、ギルガメス兵士A）

### Webアニメ
- 幕末機関説 いろはにほへと（2006年、蜂須賀彦斉）
- アニメで分かる心療内科（2015年、医者）
- バキ（2020年、毛海王[12]）

### ゲーム
時期不明
- Fallout
- 救命処置
- タイピング巨人の星
- 特打ヤマト2
- NARUTO2（海外版）
- ピラテス2（海賊キャプテン 他）
- MAYA

1992年
- スライムワールド（トッド、モーティン）

1994年
- 疾風魔法大作戦

1995年
- ワールドアドバンスド大戦略 〜鋼鉄の戦風〜

1996年
- 琥珀色の遺言〜西洋骨牌連続殺人事件〜

1997年
- エリーのアトリエ 〜ザールブルグの錬金術士2〜（シュマック・ホルテン）
- VIRUS（ジャンキー4）
- ケイン・ザ・バンパイア（市民）
- サイドポケット3

1999年
- いつか、重なりあう未来へ
- シェンムー（テリー・ライアン）
- ピノッチアのみる夢（ケリー・ミューズ）

2000年
- 青の6号 アンタクティカ
- 青の6号 歳月不待人 TIME AND TIDE
- サラリーマン金太郎 THE GAME（朝倉英雄）
- NEUES（黒衣の男）

2001年
- シェンムーII

2002年
- GROOVE ADVENTURE RAVE ファイティングライブ（プーシャ）
- GROOVE ADVENTURE RAVE 〜未完の秘石〜（プーシャ）

2004年
- スーパーロボット大戦MX（北辰衆）
- スーパーロボット大戦GC（レジスタンス）
- ポポロクロイス 月の掟の冒険（ダイク）

2005年
- 新世紀勇者大戦
- スーパーロボット大戦MX ポータブル（北辰衆）

2006年
- うたわれるもの 散りゆく者への子守唄（テオロ）
- 機動戦士ガンダム 戦場の絆
- 機動戦士ガンダム スピリッツオブジオン（セバスチャン・クリエ軍曹）
- スーパーロボット大戦XO（レジスタンス）
- 炎の宅配便（おいどんマン）

2007年
- アサシン クリード
- ゴッド・オブ・ウォーII 終焉への序曲（クロノス）
- マナケミア 〜学園の錬金術士たち〜
- ライラの冒険〜黄金の羅針盤〜

2008年
- 狼と香辛料 ボクとホロの一年
- スーパーロボット大戦Z（デンゼル・ハマー）
- Bioshock（ドクター・グロスマン、フランク、ピーチ・ウィルキンズ 他）
- Far Cry 2

2009年
- アサシン クリード II
- 狼と香辛料 海を渡る風
- SDガンダム GGENERATION（2009年 - 2012年、スエッソン・ステロ 他） - 4作品
- マグナカルタ2

2010年
- コール オブ デューティ ブラックオプス（フィデル・カストロ）
- ダンテズ・インフェルノ 〜神曲 地獄篇〜（ウェルギリウス）
- Fallout: New Vegas（イエスマン）

2011年
- コール オブ デューティ モダン・ウォーフェア3（AC-130パイロット）

2015年
- 幻影異聞録♯FE（五十院輝）
- 第3次スーパーロボット大戦Z 天獄篇（デンゼル・ハマー）

2018年
- アサシン クリード オデッセイ

2020年
- ドカポンUP! 夢幻のルーレット（テオロ）

### ドラマCD
- 彼方から（ニンガーナ）
- グラビテーション（司会）
- 黒い瞳のノア オリジナルドラマ
- ゲートキーパーズ・地球防衛外伝
- 魁!!うたわれ学園（テオロ）
- 天地無用! ラジオ幕の内弁当中華風（副総統、便器、肉じゃが、納期守）
- ときめきメモリアルドラマシリーズ
  - ときめきメモリアル 虹色の青春 forever Vol.4、5（先生、生徒、サッカー部員）
  - ときめきメモリアル 彩のラブソング with you vol.1 - 5（片桐の担任、美術部部長、不良1、先生、片桐の父）
    - 月刊ときめきメモリアル
- 封殺鬼
- 富士見二丁目交響楽団ロング・アゴー
- ベターマン（牛山次男）
- マリーのアトリエ 〜ザールブルグの錬金術士〜（きんぷに他）
- 勇者王ガオガイガーシリーズ
  - スペシャルドラマ1 〜サイボーグ誕生〜（牛山一男）
  - スペシャルドラマ2 〜ロボット闇酷冒険記〜（牛山一男、ユピトス）
  - スペシャルドラマ3 〜最強勇者美女軍団〜（牛山一男、牛山末男）
  - スペシャルドラマ4 〜ID5は永遠に…〜（牛山一男）
- 覇界王 〜ガオガイガー対ベターマン〜（2019年）
  - side：ガオガイガー「number.EX 再-SAIKAI-」（牛山次男、牛山末男）[16]
  - side：ベターマン「number.EX 求-PROPOSE-」（牛山次男、牛山三男、牛山末男）[17]

### 吹き替え

#### 映画
- アフターグロウ（フェデリコ）
- アメリカン・ファイトクラブ（ペペ）
- アルビン3 シマリスたちの大冒険
- アルマゲドン2010（ピーター）
- アンディ・ラウ アルマゲドン（サム）
- 活きる（黒眼鏡の男）
- イタリアン・ポイズン（ブルーノ・ジアーニ）
- 依頼人- ザ・クライアント-
- ヴァイラスX（デイビス）
- ヴァンドーム広場（サミー）
- WINNEBAGO（プレゼンス.P・ハリヤー）
- 嘘の心（レジス）
- 美しき家政婦 ウーマン・ウォンテッド（マーティン）
- 海辺の家（ボブ）
- ウルトラ I LOVE YOU!
- エア・レイジ（レイノルズ）
- エイリアン2 完全版
- エグゼクティブ・チェイサー（オマリー）
- ウルトラ I LOVE YOU!（ソロマン）
- 仮面の男
- キャリアーズ（リプスコム）
- キンキーブーツ
- クラッシュ・ダイブ 急速潜航（ロビンソン）※フジテレビ版
- ゲーム・プラン
- ゲノム 呪われた遺伝子（解剖医）
- 剣客之恋
- ゴーストライダー
- 作者不詳（プロローグの男、ヘンズロー、リチャーズ博士）
- 囁く女（クライヴ）
- ザ・パイレーツ（ジュサック）
- ザ・フーリガン（ポール）
- サベイランス-監視-（ランディ、アナウンサー1、守衛）
- サラの鍵（ジョシュア、サラの夫、医者、警官）
- サンキュー、ボーイズ
- ジェームズ・キャメロンのタイタニックの秘密
- ジェニファーズ・ボディ（ダーク、トニー、キャスター）
- スズメバチ（TV版ウィンフリート）
- ストーリーテリング
- すべては愛のために（ジャン・スタイガー）
- セクシュアル・イノセンス（牧師）
- ダーティファイター（保安官、手下）
- 第一の嘘（ホーマー・ディックス）
- ダブル・ターゲット 地獄の標的（エンリコ）
- チャーリーズ・エンジェル フルスロットル機内版
- デアデビル機内版
- デジャヴ
- デッドアウト（トミー）
- デッドライン
- デッドリースクワーム
- ネイムレス 無名恐怖（サンティニ）
- ノーウェアボーイ（クリッパー先生、スタジオ受付）
- ノック・オフ
- ハードラック・恐怖の殺人病棟
- バーバーショップ（ウィリアムズ、アーティス、テリーの客）
- バーバーショップ2（ウィリアムズ）
- ハービー/機械じかけのキューピッド
- ハイ・エクスプローシブ（カランダ）
- パイレーツ・オブ・カリビアン/ワールド・エンド（役人、ジョカルト 他）
- バトル・オブ・ザ・セクシーズ
- 花火降る夏（パン）
- パペット・マスター 惨劇のパーティー（主人）
- ビヨンド・ザ・リミッツ（ジミー）
- ファースト・インベイド（ラッセル）
- ファースト・クリスマス
- フォーン・ブース
- フライボーイズ
- ブレイブ・サーガ-ドラゴン戦記-（アルテミア）
- ベオウルフ（歌う兵士、ベオ戦士、ベオ兵士）
- ヘル（ヴィーチャ、セルジオ、クールハンド 他）
- ボーン・ダディ（ハーウィッツ）
- ホスタイル・グラウンド（チーフ）
- ポセイドン
- マイネーム・イズ・ハーン
- マイ・リトル・ガーデン（スタジンスキー）
- マン・オブ・ジ・イヤー
- マンモス（ディックモール、ウラジミール、アイズナー、科学者）
- ミミック2（TV版）
- 夢駆ける馬ドリーマー
- リトル・チュン（弟レイ）
- 猟奇的な彼女
- レジェンド・オブ・アロー〜ロビンフッドの娘〜
- レジェンド・オブ・ドゥーム
- ロード・レノックスと秘密の城（ダニエル）
- ロボコップ2 DVD用新録版
- ラスト・アンドロイド（アナソル、無線男3、白髪の男）
- レジェンド・オブ・アロー ※NHK版
- ワルキューレ

#### テレビドラマ
- あなたにムチュー（ルイス・ゴス）
- アニマル・レスキュー・キッズ
- アンドロメダ（ハンノ）
- エド 〜人生のスプリット〜（スコッティー、歌う魚、ベッキオ 他）
- NYPDブルー
- L.A.大捜査線 マーシャル・ロー（テレル・パーカー）
- F.B.EYE!! 相棒犬リーと女性捜査官スーの感動!事件簿
- エンジェル
- おはようラプラプ島
- コンバット!
- CIA:ザ・エージェンシー（ロバート・クイン）
  - CIA2:ザ・エージェンシー（ロバート・クイン）
- CSI:マイアミ
- シカゴ・ホープ
- スーパーナチュラル
- スターゲイト SG-1（イムホテップ 他）
- 7デイズ
- 朱蒙
- 24 -TWENTY FOUR-II
- 特捜チーム レベル9（ジャック・ワイリー）
- Dr.HOUSE（エドワード・フォグラー）
- ナース・ジャッキー3
- ニキータ（ブルータス 他）
- 犯罪捜査官ネイビーファイル（ヴァン・ダイン、アンドリュー、ハリソン・カショー 他）
- ビバリーヒルズ青春白書
- 炎のテキサス・レンジャー
- WHITECOLLAR（ルーファス）
- ヤング・スーパーマン
- ユーリカ 〜事件です!カーター保安官〜
- 流星花園（執事）
- 流星花園II（執事）
- 流星雨 台湾版（執事）
- 猟奇的な彼女
- 恋・愛・都・市 恋がしたい

#### アニメ
- NINJAハットリくんリターンズ（試験官、犬、電気屋、監督、ムトォ山田）
- オジー&ドリックス（キニーネ船長）
- おくびょうなカーレッジくん
- ガーフィールドと仲間たち
- ザ・バットマン（シネストロ）
- Sheeep
- ジンジャーの青春日記
- スーパーマン（シネストロ）
- スパイダーマン（ライノ）
- 楽しいダックタウン
- デクスターズラボ
- トッポジージョ80日間世界一周
- ドン・キホーテ（ラバ追い 他）
- バービーのラプンツェル 〜魔法の絵ふでの物語〜
- パパはグーフィー
- フォスターズ・ホーム（アンクル・ポケッツ）
- マイティダックス（フィル・ポムフェザー）
- マジックレターズ（E、イレイザー博士）
- ラグラッツ・ザ・ティーンズ（ぺぺ）
- ワイルド・ソーンベリーズ

### ラジオ
- これは王国の鍵
- もっと!ときめきメモリアル

### ラジオドラマ
- VOMIC ヘンテコ忍者 いもがくれチンゲンサイ様（ナレーション）

### CM
- わかさいも本舗あんぽてと（ナレーション）
- アースレッドW（ナレーション）
- アキハバラ電気祭り（ナレーション・猿・牛）
- あけぼの肉巻きポテト（ナレーション）
- イエローハット
- THEスポーツ大集合（ナレーション）
- THEテーブルゲーム大集合（ナレーション）
- オートバックス（ナレーション）
- オーマイパスタソース（ナレーション）
- カイザーナックル（ナレーション）
- キムラヤ春のパン祭り（ナレーション）
- クラッシュダミー（ナレーション）
- コイデカメラ（ナレーション）
- コーンスープバー（ナレーション）
- 崎陽軒シウマイ（ナレーション）
- さくらやウォッチ館（ナレーション）
- サンゴーカメラ（ナレーション）
- 紳士服AOKI（ナレーション）
- 新宿どんちゃん亭（ナレーション）
- SEGAアレックスキッド（ナレーション）
- セボン（ナレーション）
- ダイエー（ナレーション）
- ダイクマ（ナレーション）
- トミカワールド（ナレーション）
- どんぶりキッズ（ナレーション）
- 永谷園煮込みラーメン（ナレーション）
- ハウス・パイウーロン（ナレーション）
- ぱちんこウルトラセブン（ナレーション）
- ビックカメラ 宇宙人編（ナレーション・宇宙人）
- ブルーレットドボン（ナレーション）
- ペンタックスズーム60（ナレーション）
- ほのぼのレイク
- ボンバーマンランド2（ナレーション）
- メガネスーパー（ナレーション）
- 森永ワンショット（ナレーション）
- 森永ピクニック（ナレーション）
- ヨドバシカメラ（ナレーション、友永朱音→黒河奈美→咲乃藍里と）

### ナレーション
- キャンパスストーリー
- ルート66の旅 グレートアメリカンレース
- スカパーアワード2013
- 美しきノルウェーの旅
- 福島からはじめよう
- メイキングオブ鬼平外伝　老盗流転（BS版・CS版ナレーション）
- タウン誌の旅
- 時代劇ニュース オニワバン!
- 時代劇おもしろ雑学「虎之巻」
- シネマホリックプラス
- 天才をつくる!脳カツ研究所
- アンデルセンへのラブレター
- 解決!マネーホスピタル
- 見所いっぱい!定期観光バスの旅（旅チャンネル）
- au・ガン学割WEBキャンペーン
- 風賛歌
- あなたの知らないハリウッド
- ゴルフ万歳
- HR番宣 DVD特典
- おはようクジラ（ヒートアップスポーツ）
- GO!GO!キャンパス
- 通販マーメイド
- 動物面白ビデオショー（初代マッド：ナレーション）
- 特捜!芸能ポリスくん
- 猫目小僧
- NEWS23 オリンピック好珍プレー特集
- 町だより人だより
- 鉄道ポスターの旅
- おはようクジラ ヒートアップスポーツ

### ボイスオーバー
- アメリカ田舎宿の自慢料理
- アンダーカバーボス
- クロコダイルハンター日記
- 戦争の光と影
- 地球を救う大作戦
- ペットスターショー

### その他コンテンツ
- NNNニュースプラス1
- 金曜ロードSHOW! 名探偵コナン 業火の向日葵（副音声）
- 西遊記（1993年）（本編、メイキング編〜盗賊の声）
- THEプレゼンター ヤラセはどっちだ!（顔出し）
- TECH Win 1997年10月号 付録 Windows用のシステムボイス
- 東京上野クリニック（電話案内）
- ナショナル ジオグラフィック（WEBコンテンツ）
- 日本イーライリリー（WEBコンテンツ）
- ニュースの森
- バーチャルパペット（イベント用下目黒博士）
- パチスロ機ガッチャマン（音声）
- 松屋（店内放送）

### シリーズ一覧
1. ↑  第1シリーズ（2002年）、第3シリーズ『Stream』（2004年）、第4シリーズ『BEAST』（2005年）
2. ↑  『WARS』（2009年）、『WORLD』『3D』（2011年）、『OVER WORLD』（2012年）